# Wissen und Wehr
Wissen und Wehr – Monatsschrift der Deutschen Gesellschaft für Wehrpolitik und Wehrwissenschaften war eine deutsche militärische Fachzeitschrift, die von 1920 bis 1944 im Verlag E. S. Mittler & Sohn erschien; zunächst alle zwei Monate, ab 1923 monatlich.
Initiatoren für die Gründung der Zeitschrift waren General der Infanterie a. D. Hugo von Freytag-Loringhoven und Generalmajor Hans von Seeckt. Redakteure waren zunächst Major Hermann von Giehrl, der zuvor Chef der Nachrichtenabteilung des Großen Generalstabs gewesen war, ab 1923 Oberstleutnant Karl Ludwig von Oertzen, Abteilungsleiter der Nachrichtenstelle (1923–1925) und Pressechef des Reichswehrministeriums (1925–1929). 1933 wurde Karl Linnebach, Oberregierungsrat im Reichsarchiv, Redakteur der Zeitschrift. 
Sie wurde nun von der Deutschen Gesellschaft für Wehrpolitik und Wehrwissenschaften (DGWW) herausgegeben und fungierte als deren Hauptorgan.

## Programmatik der Zeitschrift: Verbindung von Militärischem und Zivilem
Wissen und Wehr stand an der Schnittstelle von Militär und ziviler Gesellschaft. Sie wurde bei ihrer Entstehung durch die Reichswehr verdeckt finanziert und kann wegen der werbenden Unterstützung durch die Heeresleitung als getarnte Weiterführung alter Traditionen und Programme erscheinen. Gleichwohl stand ihre Konzeption von Anfang an unter der Prämisse, dass Krieg eine Angelegenheit über das rein Militärische hinaus sei und die Integration der Zivilgesellschaft in dessen Sinnhaftigkeit erfordere, da der Krieg als eine Sache des ganzen Volkes angesehen wurde. Der Krieg sollte als gesamtgesellschaftliches Phänomen betrachtet werden. Man ging von der Totalität des Krieges aus. Diese von der Reichswehr subventionierte Zeitschrift sollte anders als das etablierte Militär-Wochenblatt über Reichswehrangehörige und ehemalige Soldaten hinausgehende zivile Adressatengruppen ansprechen. Der Verlag legte sein Augenmerk nun verstärkt auf die neue Zeitschrift und drosselte ab diesem Zeitpunkt die Intensität der Publikation seines bisherigen Flaggschiffs Militär-Wochenblatt, das nun nicht mehr so häufig erschien wie vorher.
So lag die Auflagenhöhe von Wissen und Wehr höher als die rein wissenschaftlicher Zeitschriften. Sie stieg von zunächst 1900 Exemplaren auf 2800 Exemplare 1939 und als Höhepunkt 3500 Exemplaren trotz Papierknappheit 1943. Die in ihr abgedruckten Aufsätze hatten in der Regel 10 bis 15 Seiten Umfang. Sie umfassten die Themenbereiche Kriegführung, Volk und Wehrkraft, Wehrerziehung, Wehrwirtschaft, Wehrtechnik, Wehrpsychologie, Wehrgeopolitik und Wehrgeschichte. Zudem enthielt jede Ausgabe einen umfänglichen Rezensionsteil.

### Kontinuität und Akzentuierung nach 1933
Nachdem Wissen und Wehr im Sommer 1933 in die Verantwortung der Deutschen Gesellschaft für Wehrpolitik und Wehrwissenschaften (DGWW) übergegangen war, wurde das in den 1920er Jahren forcierte Programm der zivilen Wehrhaftmachung ohne Probleme in das Ideologiegeflecht des Nationalsozialismus integriert. Auch wenn Wissen und Wehr in seinem Editorial in der August-Ausgabe 1933 schrieb, „um die innere Festigung der Front brauchen wir uns seit dem 30. Januar nicht mehr zu sorgen; mit freiem Blick können wir den Blick nach außen wenden“, wurde im Wesentlichen die inhaltliche Ausrichtung beibehalten, so dass die zwischenzeitliche Machtergreifung der Nationalsozialisten eher an den Hoheitssymbolen den Titelseiten und den editorialen Ergebenheitsadressen erkennbar war. Dies lag daran, so der Historiker Markus Pöhlmann, dass schon vor der Machtübernahme eine „partielle Interessensidentität“ zwischen Nationalsozialisten und Militärzeitschrift vorlag, vor allem im Hinblick auf Zielsetzungen wie militärpolitische Revisionspolitik und machtpolitischer Wiederaufstieg des Deutschen Reiches, so dass keine förmliche „nationalsozialistische Gleichschaltung“ erforderlich war.
Der Präsident der DGWW und ehemalige General der Artillerie Friedrich von Cochenhausen charakterisierte den Typus der Zeitschrift 1934 wie folgt: „Sie ist keine eigentliche militärische Fachzeitschrift […] Ihr Inhalt umfasst vielmehr alle Zweige des politischen, wirtschaftlichen und wissenschaftlichen Lebens, die mit der Landesverteidigung im Rahmen des neuzeitlichen Krieges in Verbindung stehen.“ Die Artikel wurden unter der Verantwortung der DGWW nun stärker auf Erörterungen von Fragen des „totalen Krieges“ fokussiert.

### Entwicklung im Zweiten Weltkrieg und Rezeption der Zeitschrift
Während des Zweiten Weltkrieges stand die Zeitschrift unter starkem Einfluss des „Beauftragten des Führers für die militärische Geschichtsschreibung“ Oberst i. G. Walter Scherff. Ihre wissenschaftlichen Anteile wurden weiter zurückgefahren und sie diente nun fast ausschließlich als Durchhalte- und Propagandainstrument, ehe ihr Erscheinen Ende 1944 eingestellt wurde.
Nach Einschätzung von Frank Reichherzer, Historiker im Forschungsbereich Militärgeschichte bis 1945 am Zentrum für Militärgeschichte und Sozialwissenschaften der Bundeswehr steht die Zeitschrift insgesamt betrachtet exemplarisch für die Verschmelzung (Reichherzer spricht von „Hybridisierung“) ziviler und militärischer Sphäre ab den 1920er Jahren im Sinne einer Kriegführung der ganzen Gesellschaft. Eine ähnliche Konzeption habe nach dem Zweiten Weltkrieg die vom Arbeitskreis für Wehrforschung herausgegebene Zeitschrift Wehrwissenschaftliche Rundschau verfolgt, die in der Tradition von Wissen und Wehr stehe und dann entsprechend im Kalten Krieg „die Verwischung von Zivilem und Militärischem unter dem Primat des Krieges“ betrieben habe.